# مارغيريتا دي سافويا
مرغرتة أو (نقحرة: مارغيريتا دي سافويا) (بالإيطالية: Margherita di Savoia)‏ هي بلدة وبلدية في مقاطعة برلت أندرة طرانة في إقليم بولية في جنوب إيطاليا.

## السكان
في سنة 1861 بلغ عدد السكان 3٬264 نسمة، وتطور العدد ليصل في سنة 2011 لـ 12٬193 نسمة.
يظهر هذا المخطط البياني تطور النمو السكاني لـ مارغيريتا دي سافويا

## توأمة
لمارغيريتا دي سافويا اتفاقيات توأمة مع:
- ميامي

## أعلام
- روجييرو ريتسيتيلي